# 陳秉中
陳秉中（1422年—1475年），字宗尧，浙江乌程县人，明朝政治人物、探花。

## 生平
景泰元年（1450年），鄉試中舉。天順元年（1457年），登進士一甲第三名（探花），參與纂修《大明一统志》。成化元年，參與修撰《英宗實錄》。成化三年，升翰林院侍讲。次年改南京翰林院侍讲，署院事。母喪後歸養，卒於家中。

## 著作
著有《友桧集》。